# Disa tenella
Disa tenella är en orkidéart som först beskrevs av Carl von Linné d.y., och fick sitt nu gällande namn av Olof Swartz. Disa tenella ingår i släktet Disa och familjen orkidéer.

## Underarter
Arten delas in i följande underarter:
- D. t. pusilla
- D. t. tenella